# 羅拔·當奴·獲加
（1888年6月18日—1954年3月4日）是一位美國電影演員。1913年至1953年間，他出演了200多部電影。他出生於賓夕凡尼亞州伯利恆，逝世於洛杉磯。

## 外部連結
- 羅拔·當奴·獲加在互联网电影资料库（IMDb）上的資料（英文）
- 在AllMovie上羅拔·當奴·獲加的頁面（英文）
- 羅拔·當奴·獲加 （页面存档备份，存于）在特納經典電影頻道